# 亚利桑那州众议院
亚利桑那州众议院（英語：Arizona House of Representatives）是美国亚利桑那州议会的下議院，共有60名议员，每届任期2年。现任众议院議長为共和黨籍的班·湯瑪。